# Parafia Świętej Rodziny we Wrocławiu
Parafia Świętej Rodziny we Wrocławiu znajduje się w dekanacie Wrocław północ II (Sępolno) w archidiecezji wrocławskiej.                                                         Jej proboszczem jest ks. Piotr Jakubuś. Obsługiwana przez księży archidiecezjalnych. Erygowana w 1929. Mieści się przy ulicy Monte Cassino.

## Obszar parafii
Parafia obejmuje ulice: Abramowskiego, Becka, Belwederczyków, Borelowskiego, Brata Alberta, Cicha, Dembowskiego (nr. parz. od 18, nr. nieparz. od 33), 8 Maja (nr. 2-26), Głowackiego, Godebskiego, Jackowskiego (do nr. 36), Jasna, Jezierskiego, Kasprzaka, Konarskiego, Korczaka, Kosynierów Gdyńskich, Krajewskiego, Libelta, Mickiewicza (nr. nieparz. od 25, nr. parz. od 48), Mielczarskiego (nr. parz.), Mierosławskiego, Monte Cassino, Nullo, Okrzei, Olszewskiego (nr. 34-114), Partyzantów (nr. parz. od 12, nr. nieparz. od 7 - do końca), Pierwszej Dywizji, Piramowicza, Plater, Potebni, Promień, Sempołowskiego (nr. 1-48, 1-53) Sierakowskiego, Sławka, Smętna, Sowińskiego, Spółdzielcza, Stefczyka, Szanieckiego, ks. Ściegiennego, Waryńskiego, Wysockiego, Żmichowskiej (nr. nieparz.).